# The Mississippi Sheiks
The Mississippi Sheiks waren eine erfolgreiche US-amerikanische Musikgruppe, die zwischen 1928 und 1935 zahlreiche Aufnahmen machte. Ihr bekanntester Song, Sitting on Top of the World, ist ein Blues-Klassiker, der von vielen Interpreten und Bands neu eingespielt wurde, darunter Howlin’ Wolf, Bob Dylan, Cream und Grateful Dead.

## Geschichte
Walter Vinson, Gitarre, und Lonnie Chatmon, Geige („Fiddle“), waren der Kern der Gruppe. Sie wurden häufig von Mitgliedern ihrer weitläufigen Verwandtschaft unterstützt. Zu erwähnen sind dabei vor allem die Gitarristen Bo Carter (eigentlich Bo Chatmon) und Sam Chatmon. Auch Memphis Slim gehörte zum Clan – sein eigentlicher Name war Pete Chatmon.
Urvater des Chatmon-Clans war Henderson Chatmon aus dem Mississippi-Delta, ein ehemaliger Sklave. Er brachte seinen zahlreichen Kindern das Spielen von Tanzmusik auf der Geige bei. Die Chatmons traten in unterschiedlichen Besetzungen als die „Chatmon Brothers String Band“ auf und gingen auch auf Tour, wobei sie bis nach Chicago kamen. Sie spielten alle Arten populärer Tanzmusik: Square Dances, Walzer, Folk und auch den damals gerade aufkommenden Blues.
Walter Vinson und Lonnie Chatmon machten 1928 erste Aufnahmen als „The Mississippi Sheiks“. Der Name ist einem populären Film von Rudolph Valentino, The Sheik, entliehen. Später benutzte auch der Rest des Clans diesen Namen. Bis 1935 nahmen die Sheiks zahlreiche Stücke auf und gehörten in Mississippi und Texas zu den Top-Stars ihrer Zeit. Zu ihren Fans zählten u. a. Son House, Howlin’ Wolf und Muddy Waters.
1935 trennten sich Walter Vinson und Lonnie Chatmon und führten somit das Ende der Mississippi Sheiks herbei. Vinson trat von da an als Walter Jacobs auf. Lonnie bildete mit seinem Bruder Sam die „Chatmon Brothers“.
Lonnie Chatmon zog sich aus der Musik zurück und starb um 1950. Walter Vinson versuchte in den 1960ern ohne großen Erfolg eine Wiederbelebung der Mississippi Sheiks. Er starb 1975. Sam Chatmon konnte das Blues-Revival besser nutzen und war bis zu seinem Tod 1983 recht bekannt. Bo Carter war der erfolgreichste Solist der Mississippi Sheiks nach ihrer Auflösung. Allerdings erblindete er in den 1940ern. 1964 starb er völlig verarmt.
2008 wurden die Mississippi Sheiks in die Blues Hall of Fame aufgenommen.